# M6 Music Rock
M6 Music Rock est une chaîne de télévision musicale française privée, du groupe M6, diffusant des clips musicaux de rock, pop et metal. La chaîne cesse d'émettre en janvier 2009, remplacée par le M6 Music Club.
C'est une marque commerciale de la société M6 Communication toujours en activité.

## Histoire de la chaîne
M6 Music Rock a été créée le 10 janvier 2005 spécialement pour le bouquet satellite TPS, en même temps que sa consœur M6 Music Black, comme une déclinaison de la chaîne musicale M6 Music, pour faire concurrence à MCM qui a lancé auparavant deux déclinaisons (MCM Pop et MCM Top) sur le bouquet concurrent Canalsat. Souffrant de la fusion entre TPS et Canalsat, et de son absence sur la TNT, le groupe M6 décide de fermer la chaîne.
Cette dernière s'est arrêtée en même temps que Fun TV, le 20 janvier 2009 à 5h59, où elle a laissé l'antenne à M6 Music Club.

## Identité visuelle

Logo de M6 Music Rock du 10 janvier 2005 au 20 janvier 2009, (date d'arrêt de la diffusion).

## Programmes
- Francis Zégut présentait Focus Rock, un magazine durant une quinzaine de minutes diffusé tous les jours. L'animateur retrace les anecdotes et les nouveautés du groupe qu'il interroge.
- Sandrine Quétier présentait Rock Star, une rétrospective du parcours des plus grands artistes rock.
- Toutes les heures, il y a le jeu Quiz, qui pose une question sur un groupe ou artiste de rock, et à laquelle il falut répondre grâce à trois propositions données.
- Le reste du temps, la chaîne diffuse des clips.

## Diffusion
Il est alors possible de recevoir la chaîne sur son téléphone portable Orange ou M6 Mobile.